# Agrupación Independiente Avancemos
La Agrupación Independiente Avancemos fue una coalición política peruana conformada por los partidos Renovación Nacional de Rafael Rey y Coordinadora Democrática de José Barba. Dicha alianza tuvo como candidato presidencial al empresario Federico Salas-Guevara para las elecciones generales del año 2000.

## Historia
Ante la convocatoria del presidente Alberto Fujimori de las elecciones generales para el año 2000, los entonces congresistas Rafael Rey y José Barba Caballero decidieron formar una alianza política para participar en los comicios con sus partidos políticos, Renovación Nacional y Coordinadora Democrática (CODE).
| Partido | Partido                  | Ideología principal   | Líder                |
| ------- | ------------------------ | --------------------- | -------------------- |
|         | Renovación Nacional      | Conservadurismo       | Rafael Rey Rey       |
|         | Coordinadora Democrática | Liberalismo económico | José Barba Caballero |

Luego en el año 2000, Rey y Barba decidieron nombrar su alianza como la Agrupación Independiente Avancemos y en una conferencia de prensa decidieron presentar al empresario Federico Salas-Guevara, exalcalde huancavelicano que ganó notoriedad por su famosa "Cabalgata de los Andes" contra el gobierno de Alberto Fujimori en el año 1997, como candidato presidencial. La plancha presidencial de Salas estuvo integrada por el congresista Rafael Rey en la primera vicepresidencia y el economista Guillermo Castañeda Mungi en la segunda vicepresidencia.
| Candidatos             | Candidatos          | Candidatos                |
| Presidencia            | 1.º Vicepresidencia | 2.º Vicepresidencia       |
| ---------------------- | ------------------- | ------------------------- |
| Federico Salas-Guevara | Rafael Rey Rey      | Guillermo Castañeda Mungi |

Salas tuvo fuerte participación en la campaña debido a las grandes preferencias de Alberto Andrade de Somos Perú, Alejandro Toledo de Perú Posible y Alberto Fujimori quien iba por su segunda reelección con la alianza Perú 2000. Finalmente, la candidatura de Salas quedó en el cuarto lugar de las preferencias con el 2.226% de votos.
Avancemos también presentó candidatos al Congreso de la República y la lista estuvo encabeza por Rafael Rey, seguido de José Barba Caballero y entre otras personalidades como el periodista Arturo Salazar Larraín quien iba a la reelección, el corredor de autos Ricardo Flores Chipoco, el reconocido periodista Humberto Martínez Morosini, el exdiputado David Guevara Soto y el exsenador aprista José Linares Gallo. Culminando los procesos electorales, la alianza solo obtuvo 3 escaños en el Congreso de la República siendo los electos congresistas Rafael Rey, Humberto Martínez Morosini y el iqueño José Elías Ávalos, quien este último perteneció antes a las filas de Cambio 90 - Nueva Mayoría.

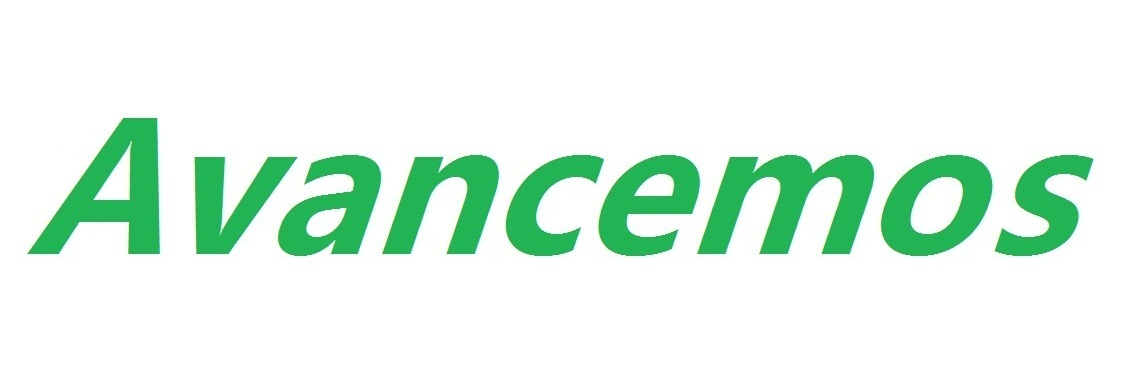
Eslogan del partido durante el año 2000.

| Región         | Nombre                     | Número de Votos |
| -------------- | -------------------------- | --------------- |
| Distrito Único | Rafael Rey Rey             | 55,189          |
| Distrito Único | Humberto Martínez Morosini | 23,674          |
| Distrito Único | José Elías Ávalos          | 16,943          |

## Actividades posteriores
El 27 de julio del mismo año, durante la juramentación de los congresistas electos para el periodo parlamentario 2000-2005, el congresista José Elías Ávalos decidió salirse de Avancemos para luego pasarse a las filas de la alianza Perú 2000, siendo unos de los tránsfugas del fujimorismo reclutados por Vladimiro Montesinos. Tras esto, la alianza quedó completamente disuelta ese mismo año y tanto Rey como Martínez Morosini se mantuvieron como congresistas independientes.
Luego el 29 de julio, el excandidato presidencial de Avancemos, Federico Salas, sorprendió al ámbito político al haber sido nombrado por el presidente Alberto Fujimori como su nuevo presidente del Consejo de Ministros. Posteriormente, el gobierno de Fujimori terminó en el noviembre del mismo año tras su renuncia mediante un fax ante la difusión de los Vladivideos y luego la presidencia interina de Valentín Paniagua.

## Resultados electorales

### Elecciones presidenciales
| Año  | Fórmula presidencial | Fórmula presidencial | Fórmula presidencial | Fórmula presidencial      | Votos   | %               | Resultado | Notas |
| Año  | Presidente           | Presidente           | Vicepresidentes      | Vicepresidentes           | Votos   | %               | Resultado | Notas |
| ---- | -------------------- | -------------------- | -------------------- | ------------------------- | ------- | --------------- | --------- | ----- |
| 2000 | sin marco            | Federico Salas       | 1.º                  | Rafael Rey                | 247 054 | \| \| 2.23 % \| | 4.º       |       |
| 2000 | sin marco            | Federico Salas       | 2.º                  | Guillermo Castañeda Mungi | 247 054 | \| \| 2.23 % \| | 4.º       |       |
|      | 2.23 %               |                      |                      |                           |         |                 |           |       |

### Elecciones parlamentarias
| Año  | Congresistas | Congresistas     | Congresistas | Posición | Notas |
| Año  | Votos        | %                | Escaños      | Posición | Notas |
| ---- | ------------ | ---------------- | ------------ | -------- | ----- |
| 2000 | 307 188      | \| \| 3.092 % \| | 3/120        | 7.º      |       |
|      | 3.092 %      |                  |              |          |       |